# Nasutocarcinus
Nasutocarcinus is een geslacht van kreeftachtigen uit de klasse van de Malacostraca (hogere kreeftachtigen).

## Soorten
- Nasutocarcinus cuneus (Wood-Mason, 1891)
- Nasutocarcinus pinocchio (Guinot & Richer de Forges, 1985)